# Hogna ferocella
Hogna ferocella là một loài nhện trong họ Lycosidae.
Loài này thuộc chi Hogna. Hogna ferocella được Embrik Strand miêu tả năm 1916.